# 佩夫施陶湖

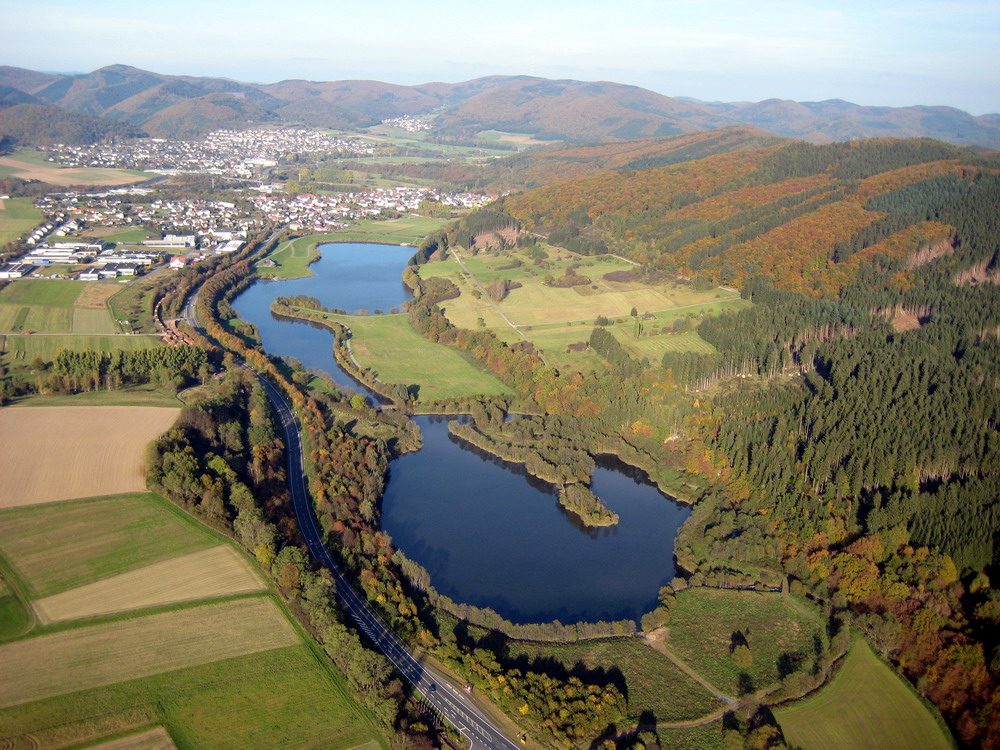

佩夫施陶湖（德語：Perfstausee），是德國的湖泊，位於該國中部，由黑森州負責管轄，處於馬爾堡-比登科普夫縣，長1.4公里、寬0.2公里，面積0.13平方公里，海拔高度301米，水體容量60萬立方米。